# EBill
eBill ist der Standard der Schweizer Finanzindustrie für elektronische Rechnungen. eBill soll zusammen mit der QR-Rechnung (einem Standard für maschinenlesbare Papierrechnungen) einen Beitrag zur Digitalisierung des Zahlungsverkehrs in der Schweiz leisten.

## Funktion
Mit eBill läuft der ganze Rechnungsprozess von der Erstellung bis zur Zahlung vollständig digital ab. eBill basiert auf dem „Request-to-Pay“-System (RtP):
Die Adressaten wählen in ihrer E-Banking-Lösung einzeln die Rechnungssteller aus, von denen sie digitale Rechnungen erhalten wollen, oder sie können allen Unternehmen erlauben, ihnen digitale Rechnungen zu schicken. Die Rechnungssteller übermitteln die Rechnungen digital an die E-Banking-Lösung der Adressaten, die so angegeben haben, dass sie digitale Rechnungen erhalten wollen. Die Adressaten prüfen die Rechnung in einem Webportal und geben sie zur Zahlung frei. Sie können auch bestimmen, dass die Rechnungen einzelner Rechnungssteller automatisch freigegeben werden.

## Geschichte
Die SIX Group, ein von den Schweizer Banken getragenes Unternehmen, betreibt die Infrastruktur des Schweizer Finanzplatzes, darunter auch diejenige für eBill. SIX bezahlte den Banken 2020 einen Betrag von 0 bis 0.1 Franken pro eBill als Anreiz zur Nutzung des Systems.
SIX führte eBill im April 2018 ein und löste damit die frühere „E-Rechnung“ ab. Anfangs traten Schwierigkeiten wegen fehlenden Funktionen auf, etwa bei der Auswahl des zu belastenden Kontos oder bei der Bezahlung von Rechnungen für Dritte. Im Jahr 2021 wurden 50 Millionen eBill-Transaktionen verarbeitet (25 % mehr als 2020), und 100 Banken, 4000 Unternehmen sowie 2,5 Millionen Menschen (rund die Hälfte der Schweizer Haushalte) nutzten eBill. Im Jahr 2024 wurden über 82 Millionen eBill-Rechnungen verarbeitet, über 3,5 Millionen Personen nutzten eBill.